# Poland (Maine)
Poland ist eine Town im Androscoggin County des Bundesstaates Maine in den Vereinigten Staaten. Im Jahr 2020 lebten dort 5906 Einwohner in 2234 Haushalten auf einer Fläche von 122,2 km². Rund um Poland liegen fünf Seen mit Ferienanlagen und Campingplätzen.

## Geographie
Nach dem United States Census Bureau hat Poland eine Gesamtfläche von 122,22 km², von der 109,38 km² Land sind und 12,85 km² aus Gewässern bestehen.

### Geographische Lage
Poland ist der südwestlichste Ort im Androscoggin County. Im Westen grenzt das Gebiet der Town an das Oxford County und den Thompson Lake. Ebenfalls im Westen der Town liegt der Tipp Pond, an ihn grenzt das Cumberland County. Im Süden der Town liegt der Upper Range Pond, er geht weiter nördlich in den Middle Range Pond über und im Norden schließt sich der Lower Range Pond an. Es gibt weitere kleinere Seen. Mehrere kleinere Flüsse durchziehen das Gebiet von Poland. Die höchste Erhebung ist der 250 m hohe Black Cat Mountain.

### Nachbargemeinden
Alle Entfernungen sind als Luftlinien zwischen den offiziellen Koordinaten der Orte aus der Volkszählung 2010 angegeben.
- Norden: Mechanic Falls, 2,5 km
- Nordosten: Auburn, 16,1 km
- Südosten: New Gloucester, 11,4 km
- Süden: Raymond, 9,6 km
- Südwesten: Casco, 13,8 km
- Westen: Otisfield, 17,4 km

### Stadtgliederung
Auf dem Gebiet der Town Poland befinden sich mehrere Siedlungsgebiete: East Poland, Empire, Empire Road (ehemalige Eisenbahnstation in East Poland), Five Corners, Oak Hill, Poland (Poland Corner), Poland Spring, Promised Land, Riccars (ehemalige Eisenbahnstation), South Poland und West Poland.

### Klima
Die mittlere Durchschnittstemperatur in Poland liegt zwischen −7,2 °C (19° Fahrenheit) im Januar und 20,6 °C (69° Fahrenheit) im Juli. Damit ist der Ort gegenüber dem langjährigen Mittel der USA um etwa 10 Grad kühler. Die Schneefälle zwischen Oktober und Mai liegen mit über fünfeinhalb Metern knapp doppelt so hoch wie die mittlere Schneehöhe in den USA. Die tägliche Sonnenscheindauer liegt am unteren Rand des Wertespektrums der USA.

## Geschichte
Der ursprüngliche Grant für die Bakerstown Plantation wurde im Jahr 1765 vom Massachusetts General Court an Captain Thomas Baker und andere Soldaten für ihren Dienst in der Schlacht von Québec im Jahr 1690 gegeben. Bakerstown Plantation wurde selbständig als Poland am 17. Februar 1798. Die Siedlung wurde 1795 nach einem Anführer eines Indianerstammes Poland genannt. Aus diesem Gebiet wurde Minot am 18. Februar 1802 als selbständige town gegründet. Die Grenze zwischen diesen towns stellte der Little Androscoggin River dar. 1893 wurde Mechanic Falls aus diesem Gebiet heraus als selbständige town gegründet.
Mitte des neunzehnten Jahrhunderts wurde Poland wegen seiner Mineralquellen als Kurort bekannt. Nach dem Zweiten Weltkrieg ging die Ära der mondänen Kurhotels in Poland zu Ende. Die Mineralwassermarke Poland Spring gehört heute zu Nestlé, das unter dieser Marke Grundwasser aus Poland verkauft.
Über Poland fand am 22. September 1978 einer der schwersten Flugunfälle in Maine im Kalten Krieg statt. Ein Bomber des Patrouillengeschwaders 8 der United States Navy, stationiert auf der Naval Air Station Brunswick, zerbrach im Luftraum über Poland. Ein Überdruck im Treibstofftank bewirkte, dass ein Flügel der Lockheed P-3 Orion abriss. Er scherte einen Teil des Hecks ab und durch aerodynamische Kräfte lösten sich dann die restlichen Motoren und der Steuerbordflügel vom Rumpf. Die Trümmer stürzten kurz nach Mittag in der Nähe der Kreuzung Tripp Corner auf die Route 11. Es wurden keine Häuser getroffen doch durch das Brennstoff-Luft-Gemisch entstand beim Aufprall eine Explosion, die die Fensterscheiben der angrenzenden Häuser beschädigte. Von der achtköpfigen Crew des Flugzeugs überlebte niemand den Unfall.
Poland ist der Geburtsort von John Nevins Andrews, einem Missionar der Adventisten, Bert Fernald, Senator und Gouverneur von Maine von 1909 bis 1911 sowie der Kampfsportlerin Amanda Buckner.

### Einwohnerentwicklung
| Volkszählungsergebnisse – Town of Poland, Maine | Volkszählungsergebnisse – Town of Poland, Maine | Volkszählungsergebnisse – Town of Poland, Maine | Volkszählungsergebnisse – Town of Poland, Maine | Volkszählungsergebnisse – Town of Poland, Maine | Volkszählungsergebnisse – Town of Poland, Maine | Volkszählungsergebnisse – Town of Poland, Maine | Volkszählungsergebnisse – Town of Poland, Maine | Volkszählungsergebnisse – Town of Poland, Maine | Volkszählungsergebnisse – Town of Poland, Maine | Volkszählungsergebnisse – Town of Poland, Maine |
| Jahr                                            | 1800                                            | 1810                                            | 1820                                            | 1830                                            | 1840                                            | 1850                                            | 1860                                            | 1870                                            | 1880                                            | 1890                                            |
| ----------------------------------------------- | ----------------------------------------------- | ----------------------------------------------- | ----------------------------------------------- | ----------------------------------------------- | ----------------------------------------------- | ----------------------------------------------- | ----------------------------------------------- | ----------------------------------------------- | ----------------------------------------------- | ----------------------------------------------- |
| Einwohner                                       | 2125                                            | 850                                             | 1353                                            | 1916                                            | 3550                                            | 1734                                            | 1799                                            | 2436                                            | 2442                                            | 2472                                            |
| Jahr                                            | 1900                                            | 1910                                            | 1920                                            | 1930                                            | 1940                                            | 2360                                            | 2660                                            | 2746                                            | 1980                                            | 1990                                            |
| Einwohner                                       | 1648                                            | 1382                                            | 1399                                            | 1503                                            | 1441                                            | 1503                                            | 1537                                            | 2015                                            | 3578                                            | 4342                                            |
| Jahr                                            | 2000                                            | 2010                                            | 2020                                            | 2030                                            | 2040                                            | 2050                                            | 2060                                            | 2070                                            | 2080                                            | 2090                                            |
| Einwohner                                       | 4866                                            | 5376                                            | 5906                                            |                                                 |                                                 |                                                 |                                                 |                                                 |                                                 |                                                 |

## Kultur und Sehenswürdigkeiten

### Bauwerke
In Poland gibt es zwei Distrikte und eine Reihe von Gebäuden, die unter Denkmalschutz gestellt und ins National Register of Historic Places aufgenommen wurden:
Als Distrikt wurde unter Denkmalschutz gestellt:
- Poland Springs Historic District, aufgenommen 2013, Register-Nr. 13000595
- Shaker Village, aufgenommen 1974, Register-Nr. 74000318

Weitere Gebäude:
- All Souls Chapel, aufgenommen 1977, Register-Nr. 77000060
- Excelsior Grange #5, aufgenommen 2016, Register-Nr. 16000137
- Keystone Mineral Springs, aufgenommen 2005, Register-Nr. 05001175
- Maine State Building, aufgenommen 1974, Register-Nr. 74000148
- Poland Railroad Station, aufgenommen 1980, Register-Nr. 80004600
- Poland Spring Bottling Plant and Spring House, aufgenommen 1984, Register-Nr. 84001354
- Poland Spring Beach House, (Former), aufgenommen 1999, Register-Nr. 99001191

## Wirtschaft und Infrastruktur

### Verkehr
Die Maine State Route 11 führt in nördlicher Richtung entlang des Tripp Pond. Aus Süden kommend führt die Maine State Route 26 in nördlicher Richtung zentral durch die Town. Von ihr zweigt in nordöstlicher Richtung die Maine State Route 122 ab. Durch Poland führte eine Strecke der Grand Trunk Railway.

### Öffentliche Einrichtungen
In Poland befindet sich kein eigenes Krankenhaus. Das nächste steht den Bewohnern der Town in Auburn zur Verfügung.

### Bildung
Gemeinsam mit Mechanic Falls und Minot gehört Poland zur Regional School Unit #16. In Mechanic Falls befindet sich die Elm Street School mit Klassen von Pre-Kindergarten bis zum sechsten Schuljahr. In Minot die Minot Consolidated School mit Klassen von Pre-Kindergarten bis zum sechsten Schuljahr, in Poland stehen den Schulkindern die Poland Community School, die Bruce M. Whittier Middle School und die Poland Regional High School zur Verfügung.
In Poland befindet sich die Alvan Bolster Ricker Memorial Library.

## Persönlichkeiten

### Söhne und Töchter der Stadt
- John Nevins Andrews (1829–1883), Reiseprediger, Bibeltheologe und Präsident der Generalkonferenz der Siebenten-Tags-Adventisten
- Amanda Buckner (* 1975), Kampfsportlerin
- Bert M. Fernald (1858–1926), Politiker

### Persönlichkeiten, die vor Ort gewirkt haben
- Gary R. Renard (* 1951), Autor